# Drung
Le drung, trong ou dulong, en chinois : 独龙 / 獨龍, ou encore trungm tulung, qiu, est une langue parlée sur les flancs de la rivière Dulong, dans le district de Gongshan au nord-ouest du Yunnan et  dans le district de Zayü dans la région autonome du Tibet en Chine. C'est une langue à tons du groupe tibéto-birman.
La langue anong, parlée par une partie de la minorité Nu, en est très proche, ainsi que la langue rawang de Birmanie.
Le trong a comme un certain nombre de langues de cette famille un système d’accords marquant le sujet et l'objet, mais pas de verbes irréguliers. Elle possède 2 dialectes : le dialecte de la rivière Nu avec 6 000 locuteurs) et le dialecte de la rivière Dulong avec 4 000 locuteurs.

## Sources
- (en) Fiche langue [duu] dans la base de données linguistique Ethnologue.